# Theridula emertoni
Theridula emertoni är en spindelart som beskrevs av Claude Lévi 1954. Theridula emertoni ingår i släktet Theridula och familjen klotspindlar. Inga underarter finns listade i Catalogue of Life.